# Cykel med fast gear
Cykel med fast gear (fixie) er et udtryk for en cykel, der har et fast cykelnav, hvilket betyder at pedalerne altid drejer, hvis hjulet drejer, hvilket igen betyder, at en cykel med fast gear ikke har friløb.
En cykel med fast nav er en cykel, hvis pedaler både kan køre frem og tilbage, det vil sige, at hvor man normalt kan "stå stille" i pedalerne, mens man kører, også kaldet friløb, bliver man på en fixiecykel nødt til altid at køre rundt i pedalerne.
Navet er den midterste del af cykelhjulet, den del du monterer på cykelstellet, og den del af hjulet, hvor egerne sidder fast.
På en normal cykel vil der på det bagerste hjul, på navet, normalt være to forskellige ting man kan montere:
- Man kan vælge at montere en kassette, det vil sige en samling af fx 9, 10 eller 11 små kranse, tandhjul, med forskellig størrelse som skrues på navet. Med andre ord giver dette cyklen gear, som en cykel normalt vil have.
- Det andet man kan montere er en enkelt krans, som også giver cyklen et friløb, men bare uden flere forskellige gear.

Da fixiecykler ofte gælder om at have en så enkel cykel som muligt[kilde mangler], har mange eksemplarer hverken reflekser, ringeklokke eller bremser. I mange lande, heriblandt Danmark, er det dog lovpligtigt at have monteret 2 adskilte bremsesystemer på en cykel, ligesom både reflekser og ringeklokke er påkrævet.
Det er de seneste år blevet mere og mere normalt at se fixiecykler på gaden, og der er efterhånden blevet dannet en hel kultur omkring fixiecykler.[kilde mangler]
Nogen bygger fixier af gamle dele, de har, køber billigt eller finder på lossepladsen, altså for at få en så billig cykel som muligt.[kilde mangler]